# Frank Schindelhauer
Frank Schindelhauer (* 6. September 1953 in Emlichheim) ist ein deutscher Generalarzt der Bundeswehr  im Ruhestand. In seiner letzten Verwendung war er von Juni 2011 bis August 2013 Medical Advisor bei der NATO in Belgien tätig.

## Leben
Der gebürtige Niedersachse leistete nach seinem Abitur an der Graf-Friedrich-Schule in Diepholz in den Jahren 1974 bis 1975 seinen Grundwehrdienst im Truppensanitätsdienst bei der Nachschubkompanie 30 in Nienburg/Weser. Nach einer Tätigkeit als Krankenpflegehelfer an der Paracelsus-Klinik in Osnabrück trat er im Jahr  1976 wieder als Sanitätsoffizieranwärter in die Bundeswehr ein und studierte Humanmedizin an der Westfälischen Wilhelms-Universität in Münster. Nach der klinischen Einweisung am Bundeswehrkrankenhaus Osnabrück promovierte er im Jahr 1983. Zahlreiche Stabs- und Truppenverwendungen im Sanitätsdienst der Bundeswehr folgten. Schindelhauer war, im Dienstgrad Oberstarzt, als Kommandeur des Deutschen Sanitätseinsatzverbandes IFOR in Trogir in Kroatien im Auslandseinsatz. Am 28. September 2006 übernahm er das Kommando über das Sanitätskommandos IV in Bogen, zum 1. Oktober 2007 wurde er zum Generalarzt ernannt. Im Juni 2011 übergab er das Kommando an seinen damaligen Stellvertreter. Anschließend war er in seiner letzten Verwendung von Juni 2011 bis August 2013 Medical Advisor bei der NATO in Belgien.
Frank Schindelhauer ist verheiratet und hat zwei Söhne.